# Propädeutik
Propädeutik („Vorbildung“, Vorbereitungsunterricht, aus altgriechisch προ pró „vor“ und παιδεύω paideuō „ich erziehe, unterrichte, bilde“) dient der Einführung in die Sprache und Methodik einer Wissenschaft. Als allgemeine Propädeutik wird dabei die Logik angesehen. Davon abgeleitet werden Leistungskurse der gymnasialen Oberstufe als Propädeutik für ein wissenschaftliches Studium verstanden. Ein propädeutisches Seminar an der Universität vermittelt wichtige Grundkenntnisse für weitere Kurse.

## Propädeutik in der Antike, im Mittelalter und an heutigen Gymnasien
In der Antike wird die Propädeutik als Vorbereitung auf die Philosophie verstanden. So will Platon den Heranwachsenden von „falschen Meinungen“ und „Verhaftungen an Erscheinungen“ lösen. Im Mittelalter bestand die Wissenschaftspropädeutik in der Vermittlung der „sieben freien Künste“ (septem artes liberales) vor dem Studium an einer Universität. Schon von Anfang an waren Gymnasien Schulen, die auf ein Hochschulstudium hinführen. Im Neuhumanismus soll die gymnasiale Bildung in forschendes Lernen an der Universität übergehen, wenn die Hochschulreife erreicht ist. Die verschiedenen Reformen der westdeutschen Gymnasialen Oberstufe ab 1972 standen ausdrücklich und gezielt im Zeichen einer besseren Studierfähigkeit und führten speziell zu diesem Zweck die Leistungskurse ein. Gerade unter diesem Aspekt wurden allerdings auch erhebliche Defizite des bestehenden Kurssystems kritisiert, die zu weiteren Veränderungen geführt haben.

## Propädeutik in der heutigen Philosophie
Die Propädeutik in der heutigen Philosophie ist als Einführung in das philosophische Denken zu verstehen.

## Wissenschaftspropädeutik
Wissenschaftspropädeutik ist die Hinführung zu wissenschaftlichen Denk- und Arbeitsweisen, zu Methoden des Erkenntnisgewinns und allgemein zu Erkenntnistheorie und Wissenschaftstheorien.

### Wissenschaftspropädeutik im Unterricht
Wissenschaftspropädeutik, verstanden als Anbahnung wissenschaftlichen Vorgehens, ist ein verbindlicher Unterrichtsbestandteil vor allem im Sekundarbereich II an allen Schulen, die zur Hochschulreife führen. Sie bedeutet nicht zwingend, dass Schüler bereits selbstständig Wissenschaft betreiben sollen (etwa wie bei der Idealform von „Jugend forscht“), sondern dass sie nur einen anfänglichen, exemplarischen Einblick in wissenschaftliche Arbeitsweisen erhalten. Dies enthält zugleich die Auseinandersetzung mit den Grenzen eines bestimmten methodischen Vorgehens oder allgemein wissenschaftlichen Arbeitens.
Wissenschaftspropädeutik ist auch nicht zu verwechseln mit der Wissenschaftsorientierung der Unterrichtsinhalte, die selbstverständlich den Erkenntnisstand der Wissenschaften wiedergeben müssen, allerdings nicht in der umfassenden und differenzierten Weise, wie es in Universitätsvorlesungen geschieht. Ein Missverständnis liegt auch vor, wenn Leistungskurse das Ziel verfolgen, die Studieninhalte des Grundstudiums bereits möglichst tiefgründig vorwegzunehmen, wenn z. B. Geschichtsleistungskurse sich ein halbes Jahr ausschließlich mit den Punischen Kriegen befassen.
Aus gegenwärtiger Sicht gehören zur Studierfähigkeit verschiedene Kompetenzen:
- inhaltlich-sachbezogen: fachliche Kenntnisse aller Art […]: Beherrschung der Verkehrssprache, Mathematisierungskompetenz, fremdsprachliche Kompetenz, IT-Kompetenz, Selbstregulation des Wissenserwerbs
- methodisch-formal: wissenschaftsbezogene Medien- und Methodenkompetenzen sowie Arbeitstechniken […], Differenzierungsvermögen (Wesentliches von Unwesentlichem unterscheiden können, Gemeinsamkeiten und Unterschiede erkennen) etc.;
- sozial: Verantwortung, Kooperations- und Kommunikationsfähigkeit etc.;
- personal: Ausdrucksvermögen, Bekenntnis zur Rationalität, Dispositionen wie Arbeitsdisziplin, Lernbereitschaft, Selbstständigkeit, Ausdauer, Genauigkeit etc.[1]

Im Unterricht der Sekundarstufe II müssen diese Kompetenzen systematisch aufgebaut werden. Wie dies in den Aufgabenfeldern, Fächern und Lernbereichen geschehen soll, ist Aufgabe der Allgemeinen Didaktik und Fachdidaktik.

### Legitimation
Unterricht soll (in allen Sekundarbereichen) wissenschaftspropädeutisch ausgerichtet sein, weil
- das Abitur zum Besuch einer Hochschule berechtigt, wo wissenschaftliche Arbeitsmethoden angewandt und erweitert werden;
- er den Schülern Möglichkeiten zur Orientierung in unserer durch die Wissenschaften geprägten Welt geben soll (Beitrag zur Persönlichkeitsentwicklung, Hilfe zur eigenen „Standortbestimmung“);
- hierdurch die Arbeitsweisen aufgezeigt werden, mit denen die unterschiedlichen Wissenschaften arbeiten und Erkenntnisse gewinnen (korrektes Zitieren, Quellenauswahl und -analyse, Hypothesenbildung, Methoden des Problemlösens, Verfahren der Datengewinnung und -auswertung, beobachten, messen, vergleichen, experimentieren, befragen, interpretieren usw.);
- die Schüler so die Methodik z. B. des naturwissenschaftlichen Erkenntnisgewinns mit anderen Methoden des Erkenntnisgewinns (z. B. geisteswissenschaftlich, mathematischen, philosophischen aber auch des naiven Erkenntnisgewinns „Ich nehme das so wahr, also ist es so …“) vergleichen sollen;
- den Schülern auch die Begrenztheit wissenschaftlicher Aussagen und Arbeitsmethoden transparent werden soll (z. B. „Die Elektronenmikroskopie konnte das Phänomen selektivpermeabler Membranen nicht erklären.“), d. h. wir uns der „Wahrheit“ nur anzunähern vermögen, sie aber nie vollständig erreichen können (vgl. Falsifikation bei Karl Popper). Begriffe, Methoden und auch Theorien sind dabei wie Scheinwerfer, die die Wirklichkeit in einem Ausschnitt und einem Winkel beleuchten, jedoch nicht völlig erfassen.

### Wissenschaftsinszenierungen
Wissenschaftsinszenierungen (Beilecke, Messner, Weskamp 2014) sind eine Möglichkeit, wissenschaftspropädeutisches Lernen in der gymnasialen Oberstufe umzusetzen. Schüler tauchen in die Kultur der Wissenschaft, in ihre Kommunikations- und Arbeitsformen ein. Dabei greift das Konzept die zwei Grundanliegen der Universität auf, nämlich Forschung und Lehre. Schulen, die Wissenschaft inszenieren, ermöglichen den Lernenden, selbst zu Forschern zu werden und akademische Vermittlungsformen kennenzulernen bzw. selbst zu gestalten. Beispiele:
- Zwei Lehrkräfte publizieren mit Schülern den Sammelband Bioethische Fallstudien.
- Die Fachkonferenzen Deutsch und Kunst entwickeln Vorlesungen für Schüler, damit mehr Zeit für kreatives Arbeiten bleibt.
- Ein Kollegenteam führt mit Schülern wissenschaftliche Kolloquien zum Brasilienreisenden Hans Staden und zum Reformator Philipp Melanchthon durch.
- Ein Lehrer gründet einen Forschungsclub für Chemie und kooperiert dabei mit dem nordhessischen Schülerforschungszentrum.
- Ein schulübergreifendes Lehrerteam und Professoren der Universität Kassel machen es sich zur Aufgabe, mit Schülern das Thema „Lokale Politik und Partizipation in der Mediendemokratie“ sowohl in der Schule als auch an einem Nachmittag in der Woche an der Universität zu erarbeiten.
- Ein Lehrerteam entwickelt für die Einführungsphase der gymnasialen Oberstufe das sog. „Kompetenzfach“, in dem, an fachübergreifende Inhalte gebunden, wissenschaftliches Recherchieren, Lesen, Schreiben und Rhetorik erlernt werden.
- Lehrer arbeiten mit ihren Schülern in historischen Archiven die Vergangenheit ihres Wohnortes auf.